# Diocesi di Yanggu
La diocesi di Yanggu (in latino Dioecesis Iamcuvensis) è una sede della Chiesa cattolica in Cina suffraganea dell'arcidiocesi di Jinan. Nel 1960 contava 10.237 battezzati su 1.430.000 abitanti. La sede è vacante.

## Territorio
La diocesi comprende parte della provincia cinese dello Shandong.
Sede vescovile è la città di Yanggu, dove si trova la cattedrale.

## Storia
La prefettura apostolica di Yanggu fu eretta il 13 dicembre 1933 con la bolla Ad melius di papa Pio XI, ricavandone il territorio dal vicariato apostolico di Yanzhoufu (oggi diocesi di Yanzhou).
L'11 luglio 1939 la prefettura apostolica fu elevata al rango di vicariato apostolico con la bolla Apostolica de Yangku di papa Pio XII.
L'11 aprile 1946 il vicariato apostolico è stato elevato a diocesi con la bolla Quotidie Nos dello stesso papa Pio XII.
Dal 7 maggio 2000 è vescovo della diocesi monsignor Joseph Zhao Fengchang. Per le autorità cinesi la diocesi di Yanggu e la prefettura apostolica di Linqing formano un'unica circoscrizione ecclesiastica con il nome di diocesi di Liaocheng. Agli inizi del nuovo anno 2011 è stata consacrata, a Liaocheng, la nuova cattedrale, dedicata a San Giuseppe.

## Cronotassi dei vescovi
Si omettono i periodi di sede vacante non superiori ai 2 anni o non storicamente accertati.
- Thomas Tien Ken-sin, S.V.D. † (23 febbraio 1934 - 10 novembre 1942 nominato vicario apostolico di Qingdao)
- Thomas Niu Hui-ching † (12 gennaio 1943 - 28 febbraio 1973 deceduto)
  - Sede vacante
  - Joseph Li Bing-yao, S.V.D. † (1990 consacrato - 25 novembre 1995 deceduto)
  - Joseph Zhao Feng-chang, consacrato il 7 maggio 2000

## Statistiche
La diocesi nel 1960 su una popolazione di 1.430.000 persone contava 10.237 battezzati, corrispondenti allo 0,7% del totale.
| anno | popolazione | popolazione | popolazione | presbiteri | presbiteri | presbiteri | presbiteri                | diaconi | religiosi | religiosi | parrocchie |
| anno | battezzati  | totale      | %           | numero     | secolari   | regolari   | battezzati per presbitero | diaconi | uomini    | donne     | parrocchie |
| ---- | ----------- | ----------- | ----------- | ---------- | ---------- | ---------- | ------------------------- | ------- | --------- | --------- | ---------- |
| 1960 | 10.237      | 1.430.000   | 0,7         | 53         | 41         | 12         | 193                       |         |           | 26        | 4          |